# 莫羅佐維奇 (舊桑博爾區)
49°29′1″N 23°5′43″E / 49.48361°N 23.09528°E
莫羅佐維奇（烏克蘭語：Морозовичі），是烏克蘭西部的村莊，隸屬利維夫州的桑比爾區。該村面積0.84平方公里，海拔高度318米，2024年人口270，人口密度每平方公里357.14人。